# Oddrunn Pettersen
Oddrunn Kristine Pettersen (* 5. März 1937 in Hadsel; † 30. November 2002 in Kirkenes) war eine norwegische Politikerin der Arbeiderpartiet (Ap). Von April bis Oktober 1989 war sie die Verbraucher- und Verwaltungsministerin, von November 1990 bis September 1992 die Fischereiministerin ihres Landes. Von 1977 bis 1993 war sie Abgeordnete im Storting.

## Leben
Pettersen studierte im Jahr 1957 Englisch an der University of Cambridge, bevor sie an der öffentlichen Lehrerschule in Tromsø ihre Ausbildung zur Lehrerin machte. Ab 1958 unterrichtete sie an einer Schule in der Kommune Berlevåg, bevor sie 1968 die Leiterin der Schule wurde. Während dieser Zeit war Pettersen zudem in der Lokalpolitik engagiert und sie saß von 1975 bis 1979 im Kommunalparlament von Berlevåg. Dabei fungierte sie zwischen 1975 und 1977 als Bürgermeisterin der Gemeinde.

### Stortings-Abgeordnete
Bei der Parlamentswahl 1977 zog Pettersen erstmals in das norwegische Nationalparlament Storting ein. Dort vertrat sie den Wahlkreis Finnmark und wurde zunächst Mitglied im Verkehrsausschuss. Im Januar 1978 wechselte sie während der laufenden Legislaturperiode in den Kommunal- und Umweltschutzausschuss, dessen Vorsitzende sie wurde. Nach der Wahl 1981 saß sie erneut in diesem Ausschuss, allerdings als normales Mitglied. Im Herbst 1985 wurde sie nach der Stortingswahl 1985 Vorsitzende des Verkehrsausschusses und zudem Teil des Fraktionsvorstandes der Arbeiderpartiet-Gruppierung. Im Mai 1986 übernahm sie den Posten der stellvertretenden Fraktionsvorsitzenden.

### Ministerin
Am 28. April 1989 wurde sie zur Verbraucher-  und Verwaltungsministerin in der Regierung Brundtland II ernannt. Pettersen blieb bis zum Abgang der Regierung am 16. Oktober 1989 im Amt. Im Anschluss an die Parlamentswahl 1989 fungierte sie bis November 1990 als Sekretärin des Seefahrts- und Fischereiausschusses, in ihrer Fraktion war sie nun erneut einfaches Mitglied des Fraktionsvorstandes. In der am 3. November 1990 gebildeten Regierung Brundtland III wurde Pettersen erneut Ministerin. Dieses Mal wurde sie zur Fischereiministerin ernannt, wobei sie die erste Frau in diesem Posten wurde. Ihren Posten behielt sie bis zum 4. September 1992. Pettersen, die während ihrer Amtszeit mit geringen Popularitätswerten zu kämpfen hatte, gehörte zu den Anhängern der Europäischen Gemeinschaft (EG), ihr Parteikollege und Nachfolger Jan Henry Olsen zählte hingegen zu den Gegnern einer stärkeren Zusammenarbeit mit der EG.
Nachdem sie aufgrund ihrer Regierungsmitgliedschaft ihr Stortingsmandat ruhen lassen musste, kehrte sie für die restliche Legislaturperiode in das Parlament zurück. Dort war sie bis Herbst 1993 Mitglied im Außen- und Konstitutionsausschuss. Nach ihrer Zeit als Abgeordnete wurde sie Leiterin des Barentssekretariatet in Kirkenes.